# Yones Felfel
Yones Felfel (født 24. november 1995) er en dansk fodboldspiller, der spiller for FC Vestsjælland, hvortil han skiftede fra F.C. København i sommeren 2015.

## Karriere

### FC København
Yones Felfel var tilknyttet FCKs U19-hold, hvor han i efteråret spillede i U19-holdets kampe i UEFA Youth League mod ungdomsholdene fra Galatasaray, Real Madrid C.F., Juventus F.C. og F.C. Barcelona,  hvor Felfel med to mål og to assists imponerede. Han blev følgelig i foråret 2014 udtaget til klubbens førsteholdstrup. I sin første træningskamp for førsteholdet scorede Felfel mod Hvidovre IF. Han debuterede for FCKs førstehold den 14. marts 2014 i en Superligakamp mod SønderjyskE, hvor han blev indskiftet for Thomas Kristensen med 7 minutter tilbage af kampen.

### Landshold
Felfel har opnået en enkelt kamp for Danmarks U/16-landshold (mod Italien) og fire kampe for U/19-landsholdet, lige som han har debuteret på U/20-landsholdet.